# Демократичний соціалізм ринкового типу

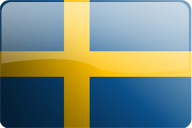
Демократичний соціалізм Швеції

Демократичний соціалізм ринкового типу — одна з концепцій побудови соціалізму, яка передбачає проведення соціально-економічної політики з використанням методів як централізованого планового управління економікою країни так і розвитку товарно-грошових ринкових відносин, визнає плюралізм власності, в тому числі й приватної, необхідність конкуренції між товаровиробниками й іншими атрибутами соціально-ринкової системи.

## Аналіз демократичного соціалізму ринкового типу

### Основна ознака
Мішаний характер шведської економіки, поєднуючий ринкові відносини і державне регулювання, переважної частини приватної власності в сфері виробництва та усуспільнення споживання.

### Характерна риса шведської ринкової економіки
Специфіка відносин між працею і капіталом на ринку праці. Централізована система переговорів про укладення колективних договорів щодо заробітної плати за участю потужних організацій, профспілок і підприємців як головних дійових осіб, причому політика профспілок ґрунтується на принципах солідарності між різними групами працівників.

### Спосіб визначення
Модель виходить із того, що в шведській політиці явно виділяються два домінуючі чинники: повна зайнятість і вирівнювання прибутків, що визначає засоби економічної політики. Активна політика на високорозвиненому ринку праці й винятково великий державний сектор розглядаються як результати цієї політики.

### Функціонування
Успішне функціонування економічної системи залежить від динаміки цін, конкурентоспроможності шведської промисловості та економічного зростання. Частково від інфляції — загроза як рівності, так і конкурентоздатності шведської економіки. Повинні використовуватися такі засоби підтримання певної зайнятості, що не призводить до інфляції і негативного впливу на економіку.

### Положення
Система ринкового виробництва ефективна, держава не втручається в виробничу діяльність підприємства, а активна політика на ринку праці повинна звести до мінімуму соціальні витрати ринкової економіки. Сенс полягає в максимальному зростанні виробництва приватного сектора і якомога більшому перерозподілі державою частини прибутку через податкову систему і державний сектор для підвищення життєвого рівня населення, але без впливу на виробництва. При цьому наголос робиться на інфраструктурні елементи і колективні грошові фонди.

### Недоліки
Стверджується, що перерозподіл влади і капіталу несе ризик втрати політичних і громадянських прав і свобод; що змішана економіка менш ефективна, ніж ринкова, в силу більш слабких стимулів до отримання прибутку і порушення збалансованості економіки за регульованих цін; що громадська власність стимулює безвідповідальне ставлення до неї.

### Переваги
Держава відіграє важливу роль в розподілі, споживанні і перерозподілі національного доходу через податки і державні видатки, досягнувши рекордних рівнів. В реформації ідеології така діяльність отримала назву "функціональний соціалізм".